# City (Album)
City ist das zweite Album der Band Strapping Young Lad, das Ende Januar 1997 erschien.

## Entstehung
Ein Großteil des Albums wurde von Januar bis April 1996 geschrieben. Parallel dazu schrieb Townsend an seinem ersten Soloalbum Ocean Machine: Biomech, das ebenfalls 1997 erschien. Zu dieser Zeit war Townsend 24 Jahre alt. Die Aufnahmen fanden im The Mothership Studio in Los Angeles statt und wurden in den Soundfront Studios in Uppsala von Devin Townsend und Daniel Bergstrand abgemischt und im Cutting Room gemastert. Townsend und Bergstrand produzierten das Album, das ursprünglich Heavier Than the Last One heißen sollte, auch. Bei den Aufnahmen wurden teilweise Chorgesänge verwendet, an denen Chris Valagao, Pete Maia und der Bassist Byron Stroud teilgenommen hatten. Als Gastsänger sind auf dem Album Chris Valago und Tanya Evans zu hören. Zum Lied Detox wurde zudem ein Musikvideo erstellt. Während vom Debütalbum innerhalb der ersten zwei Jahre nur 114 Kopien verkauft worden waren, setzte sich City in der ersten Woche 9.000 mal ab. Nach dem Misserfolg des Debütalbums hatte Townsend zwischenzeitlich als Tellerwäscher in einem Nudelrestaurant gearbeitet.

## Rezeption
Bei Erscheinen erhielt City in der „Richterskala“ des Rock Hard durchweg gute Benotungen (8,0 von 10 Punkten bzw. einen halben Punkt darunter oder darüber), was einen vierten Platz bedeutete. Das „in geordneten Bahnen“ verlaufende Chaos, meinte Frank Albrecht in seiner 8,5-Punkte-Begründung, lasse sich nicht „mit normalen musikalischen Maßstäben messen“. Für Wolf-Rüdiger Mühlmann vom selben Magazin war City bereits im April 1998 „eine der heftigsten Industrial/Metal-Verbindungen aller Zeiten“. Als „Klassealbum“ bezeichnete es Michael Rensen, ebenfalls vom Rock Hard im Juli 1998 und als „Meilenstein“ im November 2000. Der Zuspruch der Musikkonsumenten sei zweifelhaft, mutmaßte Robert Müller im Metal Hammer, unbestreitbar aber die Modernität. Er vergab sechs von sieben möglichen Punkten.
laut.de nahm das Album in ihre „Meilensteine“-Kategorie auf und vergab, wie in dieser Kategorie üblich, die volle Punktzahl. Manuel Berger schrieb in dieser Rezension, dass City zweifellos „[e]in Durcheinander […], nichtsdestotrotz genial“ sei. Zudem beschrieb er die Musik als einen „vertonten Wahnsinn“. Er fühlte sich auch durch die musikalische Vielseitigkeit Townsends beeindruckt, da 1997 zum einen das aggressive City und zum anderen Ocean Machine: Biomech, das einen komplett anderen Stil habe, erschienen seien. John Serba von Allmusic vergab vier von fünf möglichen Punkten. Der auf dem Album eingesetzte Bombast sei lächerlich und die Texte seien bizarr, grenzwertig und voller Gedankensprünge. Auf dem Album werde deutlich, dass Townsend ein geistig zurückgebliebenes Genie sei, wobei sein Geist durch schwere Dinge („really heavy things“) beschwert worden sei. Martin Popoff vergab in seinem Buch The Collector’s Guide of Heavy Metal Volume 3: The Nineties acht Punkte. Auf dem Album zeige Townsend, dass er intelligent und talentiert sei. Die Lieder seien emotionale und melodische Regenbögen, die er erforsche. Das Album sei das maßgebende Werk von Strapping Young Lad.

## Titelliste
1. Velvet Kevorkian (Devin Townsend) – 1:17
2. All Hail the New Flesh (Devin Townsend, Weavey V) – 5:24
3. Oh My Fucking God (Devin Townsend, Gene Hoglan) – 3:36
4. Detox (Devin Townsend) – 5:36
5. Home Nucleonics (Devin Townsend) – 2:31
6. AAA (Devin Townsend, Adrian White) – 5:22
7. Underneath the Waves (Devin Townsend) – 3:40
8. Room 429 (Cop-Shoot-Cop-Cover) – 5:21
9. Spirituality (Devin Townsend) – 6:36

### Bonuslieder
Der Wiederveröffentlichung am 15. Oktober 2007 über Century Media wurden folgende Bonuslieder hinzugefügt:
1. Centipede (Japan-Bonus-Lied, Devin Townsend) – 7:52
2. Home Nucleonics ('96 Demo, Devin Townsend) – 3:03
3. Headrhoid (Demo, Devin Townsend) – 1:39
4. Detox ('96 Demo, Devin Townsend) – 5:48
5. AAA ('96 Demo, Devin Townsend) – 5:22

## Stil
Frank Albrecht schrieb: „Townsend und seine Mannen musizieren auch weiterhin jenseits aller musikalischen Normen und Gesetze und bedienen sich der extremsten Stilmittel, die sie finden können: fieser Industrial, krasser Death Metal, wüster Grindcore, schneller Hardcore und allerlei abgedrehte Synthie-Sounds. Durch den Mixer gedreht, ergibt das ein ausgesprochen apokalyptisches Durcheinander, das aber wie durch ein Wunder absolut logisch und nachvollziehbar klingt. […] Auch wenn Kakophonien wie Home Nucleonics auf den ersten Blick einen anderen Schluß nahelegen: S.Y.L. fabrizieren nicht nur puren Lärm, sondern kombinieren abgedrehte Klangkreationen mit melodiösen Einschüben, drücken dabei aber das Gaspedal fast durchgehend ganz nach unten, wobei die Band natürlich vom unglaublichen Drumming des Schlagzeug-Urviechs Gene Hoglan profitiert. Klingt manchmal wie 'ne extreme Version von Fear Factory […].“
Robert Müller vom Metal Hammer sah in Gene Hoglan einen entscheidenden Faktor, denn er habe der CD erst Leben, sprich: Angst, Schmerz und Emotion, eingehaucht. Das „hämmernde Soundarmageddon“ enthalte verschiedene Querverweise, von latent vorhandenem Fear-Factory-Stil bis zum offenkundigen Cop-Shoot-Cop-Cover Room 429. Matthias Mineur blickte in der März-Ausgabe 2003 des Metal Hammer auf die drei SYL-Alben der 1990er Jahre zurück und meinte, ihnen habe ein Geräuschkonzept, das sich nicht um traditionelle Musikformen und -werte scherte, zugrunde gelegen.
John Serba von Allmusic beschreibt Strapping Young Lad als „Wall-of-Noise-Industrial Thrash Metal“. Auch Berger betont die Wall of Sound. City wird von Serba als „absolut manischer Cybergrind“ bezeichnet. Heavy as a Really Heavy Thing sei angemessen betitelt worden, aber der Nachfolger sei „ein kleines bisschen fokussierter, reifer, und ja, schwerer“. Der Tonträger sei im Gegensatz zu den Soloalben weniger voll verwirklicht, progressiv und ambitioniert. Die Arrangements der Lieder seien schizoid. In den Liedern mache Townsend von Ironie Gebrauch. Townsend behandele die „übertriebenen Klischees des Metal-Genres […] mit einem manischen Grinsen“ und erkenne, dass sie „immanent absurd“ seien. Laut Berger treibt die Band mit City die Exzentrik des Vorgängers auf die Spitze. Laut Berger sei City im Gegensatz zu vielen anderen Townsend-Alben „nahezu völlig humorbefreit“. Bereits das erste Lied Velvet Kevorkian sei aggressiv und brachial. Das Folgelied gehe ähnlich vor, wobei besonders der „brutale[r] Doublebass“ charakteristisch sei. Nach dem Song Oh My Fucking God folgte das Lied Detox, das mit einem Gitarrenriff beginne, das an Pantera erinnere. Im späteren Verlauf des Liedes würden so etwas wie Gangshouts eingearbeitet werden. Den „treibenden, unablässig vorwärts peitschenden Rhythmus“ könne man als Vorläufer des Liedes Juular, vom Devin-Townsend-Project-Album Deconstruction, betrachten. Juular wirke „gegen diesen wahnwitzigen Hassbatzen geradezu wie freundliche Kirmesmusik im Disneykarusell“. Der nächste Song Home Nucleosis setze das fort, wo Oh My Fucking God aufgehört habe, wobei ein Maschinengewehr ein Kinderspielzeug gegen dieses Lied sei. Am Ende des Liedes mache man von einem Saxophon Gebrauch. Es klinge jedoch, als ob jemand versuche, „durch dessen zermatschtes Blechgehäuse ein paar kümmerliche Tönchen zu pressen“. Das nächste Lied AAA sei ein „fieser Stampfer vor dem Herrn“, wobei Townsends Gesang besonders beeindruckend sei. In Underneath the Waves benutze Townsend seinen Gesang, um „drohend ein psychotisches Mantra vorzutragen“. Room 429 sei im Vergleich zum Original kaum verändert worden. Es sei langsam und lasse Zeit zum Ausruhen. Es sei kaum möglich Musik „[d]üsterer, industrialischer [und] creepier“ zu gestalten. Spirituality sei hingegen wieder aggressiv und extrem. Auf dem Album kanalisiere Townsend „Frustration, Wut, Angst, Streitsucht und Erregung […] in einem psychotischen Trip durch die Abgründe der Stadt, der Industrie, der Menschheit und seiner selbst“. In den Liedern „grunzt, keift, rülpst und röchelt“ Townsend und mache Geräusche, „die man einer menschlichen Kehle niemals zugetraut hätte“. Laut Martin Popoff in The Collector’s Guide of Heavy Metal Volume 3: The Nineties könne man die Musik als eine Mischung aus Brutal Truth und Cheap Trick beschreiben. Sie setze sich aus weißem Rauschen und technisch anspruchsvollem Thrash Metal zusammen.

## Townsend über das textliche Konzept
„Das neue Album ist in der Tat besser strukturiert. Es geht nicht mehr nur um Chaos um des Chaos willen. Aber von der emotionalen und textlichen Seite her ist City viel extremer als sein Vorgänger.“

„Großstädte faszinieren mich. Ich habe eine Weile in Tokio gelebt – mehr Großstadt auf einmal kannst du nicht bekommen. Während der Entstehungsphase dieser Platte lebte ich in L.A. und die Lyrics sind eine Art Tagebuch. Aber das Ganze ist keine Liebeserklärung, denn es gibt natürlich auch negative Seiten am Leben in einer Großstadt, die ich nicht verschweige. Ich kann meine Gefühle anderen Menschen gegenüber nicht offen äußern, deswegen benutze ich Musik und Texte als Ventil. Ich denke, daß Lyrics sehr wichtig sind, und muß immer wieder feststellen, daß viele Bands in ihren Texten herzlich wenig aussagen.“

„Ich möchte zu der jeweiligen Musik eine Art von Umwelt schaffen. Bei City war es die hektische, kranke Großstadt in Endzeitstimmung.“